# Нелінійне програмування
Неліні́йне програмува́ння (NLP, англ. NonLinear Programming) — випадок математичного програмування, у якому цільовою функцією чи обмеженнями є нелінійна функція.
Задача нелінійного програмування ставиться як задача знаходження оптимуму певної цільової функції {\displaystyle F(x_{1},\ldots x_{n})\,} при виконанні умов
{\displaystyle g_{j}(x_{1},\ldots x_{n})\geq 0},
де {\displaystyle x_{i},i=1,\ldots ,n} — параметри, {\displaystyle g_{j},j=1,\ldots ,s} — обмеження, n — кількість параметрів, s — кількість обмежень.
На відміну від задачі лінійного програмування в задачі нелінійного програмування оптимум не обов'язково лежить на границі області, визначеної обмеженнями.

## Методи розв'язування задачі
Одним із методів, які дозволяють звести задачу нелінійного програмування до розв'язування системи рівнянь є метод невизначених множників Лагранжа.
Якщо цільова функція F є лінійною, а обмеженим простором є політоп, то задача є задачею лінійного програмування, яка може бути розв'язана за допомогою добре відомих рішень лінійного програмування.
Якщо цільова функція є увігнутою (задача максимізації), або опуклою (задача мінімізації) і множина обмежень є опуклою, то задачу називають опуклою і в більшості випадків можуть бути використані загальні методи опуклої оптимізації.
Якщо цільова функція є відношенням увігнутих і опуклих функцій (у разі максимізації) і обмеження опуклі, то задача може бути перетворена в задачу опуклої оптимізації використанням технік дробового програмування.
Існують декілька методів для розв'язування неопуклих задач. Один підхід полягає у використанні спеціальних формулювань задач лінійного програмування. Інший метод передбачає використання методів гілок і меж, де задача поділяється на підкласи, щоби бути розв'язаною з опуклими (задача мінімізації) або лінійними апроксимаціями, які утворюють нижню межу загальної вартості у межах поділу. При наступних поділах у певний момент буде отримано фактичний розв'язок, вартість якого дорівнює найкращій нижній межі, отриманій для будь-якого з наближених рішень. Цей розв'язок є оптимальним, хоча, можливо, не єдиним. Алгоритм можна також припинити на ранній стадії, з упевненістю, що оптимальний розв'язок знаходиться в межах допустимого відхилення від знайденої кращої точки; такі точки називаються ε-оптимальними. Завершення біля ε-оптимальних точок, як правило, необхідне для забезпечення скінченності завершення. Це особливо корисно для великих, складних задач і задач з невизначеними витратами або значеннями, де невизначеність може бути оцінена з відповідної оцінки надійності.
Диференційовність і умови регулярності, умови Каруша — Куна — Такера (ККТ) забезпечують необхідні умови оптимальності розв'язку. При опуклості, ці умови є й достатніми.